# Cosmopoética
Cosmopoética es un festival literario y artístico que se celebra anualmente en Córdoba, España, desde 2004. El festival es organizado por el Ayuntamiento de Córdoba con el patrocinio de la Diputación de Córdoba, la Junta de Andalucía y el Ministerio de Cultura. Su primer coordinador literario y responsable de la creación del Festival fue el poeta Raúl Alonso en 2004. Desde 2005 hasta 2011 fueron los poetas Carlos Pardo, Fruela Fernández y Juan Antonio Bernier; en la novena edición, en 2012, el escritor Joaquín Pérez Azaústre se ha hecho cargo de la dirección literaria del encuentro. Desde 2014 la coordinación del Festival se concede a través de concurso público, siendo la empresa El Dispensario la encargada de coordinarlo hasta 2015 bajo el asesoramiento de la poeta Elena Medel, en 2016 dicho concurso fue ganado por la empresa Xul Comunicación, correspondiendo la dirección literaria del mismo al poeta José Ignacio Montoto.
Entre los autores que han participado en el festival destacan los premios Nobel Seamus Heaney, Derek Walcott y Dario Fo, además de otros escritores relevantes como Michel Houellebecq, Adam Zagajewski, Charles Simic, Cees Nooteboom, Jorie Graham, Edoardo Sanguineti, Mark Strand, Henrik Nordbrandt, Mahmud Darwix, Robert Hass, Ángel González, Antonio Gamoneda, Juan Gelman, Leonardo Padura, Petros Márkaris, Fernando Arrabal o Antonio Cisneros.
En 2009 se le concedió el Premio Nacional de Fomento de la Lectura "por haber hecho de la lectura y la literatura un signo distintivo de la ciudad de Córdoba, realizando un festival de carácter internacional que puede inspirar iniciativas similares".

## Edición 2020
En mitad de una pandemia, en la edición de 2020, Cosmopoética puso el acento en autores nacionales y se hubo de lidiar con las restricciones de horario por el coronavirus, saliendo airosa de su edición número 17, en la que homenajeaba al poeta cordobés Pedro Roso y en la que contó con la presencia de Adam Zagajewski.